# Frank Caprio
Pour les articles homonymes, voir Caprio.
 (date non spécifiée).
Le texte peut changer fréquemment, n’est peut-être pas à jour et peut manquer de recul. N’hésitez pas à participer, en veillant à citer vos sources.
Frank Caprio, né le 23 novembre 1936 à Providence et mort le 20 août 2025 dans la même ville, est un juge américain et une personnalité de la télévision américaine. 
Son émission Caught in Providence qui est diffusée depuis le début des années 2000 à la télévision locale le montre juger des petites affaires à la cour municipale de sa ville. Il est accompagné par l’inspecteur Ziggy Quinn. Des extraits de son émission sont également postés sur YouTube où ils font régulièrement des millions de vues en raison notamment de ses verdicts dits « cléments ». 20 minutes le décrit comme un juge qui « a fait de la compassion sa marque de fabrique »,,.

## Biographie

### Origines, scolarité et débuts
Frank Caprio est né le 23 novembre 1936 dans le quartier italo-américain de Federal Hill dans la ville de Providence dans l’état du Rhode Island. Il est le deuxième aîné des trois fils d’Antonio Caprio, un père immigré de Teano en Italie et de Filomena Caprio, une mère italo-américaine dont la famille avait immigré de Naples en Italie. Son père travaillait comme marchand de fruits et de laiterie,.
Frank Caprio a fréquenté les écoles publiques de Providence, tout en travaillant comme plongeur et cireur de chaussures. Il est diplômé de Central High School, où il a remporté le titre d’État de lutte en 1953. Il a obtenu un baccalauréat du Providence College. Après avoir obtenu son diplôme, il a commencé à enseigner la politique américaine à Hope High School à Providence. Alors qu’il enseignait à Hope High School, Caprio a fréquenté l’école du soir de la Suffolk University School of Law de Boston. Peu après, il décida de rejoindre la profession d’avocat.
Caprio a également servi dans la Garde nationale de 1954 à 1962 en tant qu’ingénieur de combat. Pendant son temps dans la Garde nationale, il était stationné au Camp Varnum à Narragansett et à Fort Indiantown Gap en Pennsylvanie.
Franck Caprio est décèdé le 20 août 2025, après plusieurs années de combat contre le cancer du pancréas.

### Carrière
Frank Caprio a été élu au conseil municipal de Providence en 1962 et a servi jusqu’en 1968. Il a été élu délégué à la convention constitutionnelle du Rhode Island en 1975 et il a été élu délégué à cinq conventions nationales démocrates. Il a été président du Conseil des gouverneurs de Rhode Island pour l’enseignement supérieur, qui contrôle les décisions importantes pour l’université du Rhode Island, le Rhode Island College et le Community College of Rhode Island. De 1985 à 2023, il est juge à la Cour municipale de Providence.  Certaines parties de la procédure qu’il a présidées, avec des citations de bas niveau, ont duré plus de deux décennies à la télévision locale. Le 24 septembre 2018, l’émission Caught in Providence a commencé la syndication nationale. L’émission a été renouvelée pour une deuxième saison de syndication en janvier 2019.
Caprio est également partenaire du Coast Guard House Restaurant à Narragansetts dans le Rhode Island.

## Sensibilisation communautaire
À la faculté de droit de l’université Suffolk, Caprio a fondé le fonds de bourse Antonio « Tup » Caprio. Cette bourse, du nom du père du juge, qui n’avait qu’une éducation de cinquième année, est destinée aux étudiants du Rhode Island qui se sont engagés à améliorer l’accès aux services juridiques dans les quartiers du noyau urbain du Rhode Island. Il a également créé des bourses au Providence College, à la Suffolk Law School et pour les diplômés de la Central Hight School, nommées en l’honneur de son père.
Caprio a été impliqué dans les Boys Town d’Italie, le Nickerson House Juvenile Court et le Rhode Island Food Bank. En 1983, il a été coprésident du Rhode Island Statue of Liberty Foundation (collecte de fonds pour la restauration de la statue de la Liberté et d’Ellis Island). Caprio a également été membre du Conseil des régents de l’enseignement primaire et secondaire et du Conseil du gouverneur de la maternelle à la 16e année sur l’éducation. Il est membre du Conseil du président du Providence College.

## Récompenses et honneur
Caprio a reçu un doctorat honorifique en droit de son alma mater Suffolk University Law School en 1991 et Providence College en 2008, et a également reçu un doctorat honorifique en service public de l’Université de Rhode Island en 2016. En août 2018, Caprio a reçu le Producer’s Circle Award du Rhode Island International Film Festival.

## Vie personnelle
Caprio est marié à Joyce E. Caprio depuis plus de 50 ans. Ils ont cinq enfants ensemble, dont : Frank T. Caprio, David Caprio, Marissa Caprio Pesce, John Caprio et Paul Caprio. Grand fan des Red Sox de Boston, Caprio a lancé la cérémonie pour la première fois le 25 juillet 2019 à Fenway Park, lorsque les Red Sox ont affronté les Yankees de New York.
Il déclare, le 6 décembre 2023, avoir été diagnostiqué d'un cancer du pancréas. Frank Caprio meurt le 20 août 2025 à Providence des suites de son cancer. Cette information a été d'abord annoncée sur la page Instagram de Caprio, avant d'être relayée par différents médias américains.